# Aliança Global Presbiteriana Reformada
A Aliança Global Presbiteriana Reformada (AGPE) - em inglês Reformed Presbyterian Global Alliance -  é uma comunhão global de denominações presbiterianas relacionadas historicamente à Igreja Presbiteriana Reformada da Escócia, formada em 1690.
A partir da migração escocesa para a América do Norte e Irlanda e Oceania, outras denominações presbiterianas reformadas foram fundadas. A maior delas é a Igreja Presbiteriana Reformada da América do Norte. Estas denominações continuaram em comunhão entre si e, em 2015, organizaram formalmente a Aliança Global Presbiteriana Reformada.

## História
Após a Revolução Gloriosa, um grupo de presbiterianos escoceses não aceitou a participação do Estado na Igreja da Escócia e formou a Igreja Presbiteriana Reformada da Escócia.
A partir da migração, membros dessa denominação fundaram outras denominações presbiterianas reformadas pelo mundo, que continuaram em intercomunhão. Esta, passou a ser chamada de Aliança Global Presbiteriana Reformada.

## Doutrina
Todas as denominações que participam da comunhão subscrevem a Confissão de Fé de Westminster e se opõem a ordenação de mulheres como pastoras e presbíteras, mas permitem a ordenação de diaconisas.
Os membros da comunhão seguem uma interpretação literal da Bíblia, se opõem ao aborto, homossexualidade e jogos de azar. Muitas igrejas da intercomunhão praticam a salmodia exclusiva e proíbem o uso de instrumentos musicais nos cultos.
Outro diferencial do grupo é a crença de que o estado tem a obrigação de reconhecer Cristo como seu rei e de governar todos os seus negócios de acordo com a vontade de Deus. 

## Membros
| País           | Denominação                                        | Número de congregações | Número de membros |
| -------------- | -------------------------------------------------- | ---------------------- | ----------------- |
| Estados Unidos | Igreja Presbiteriana Reformada da América do Norte | 107                    | 7.581             |
| Irlanda        | Igreja Presbiteriana Reformada da Irlanda          | 41                     | 2.065             |
| Austrália      | Igreja Presbiteriana Reformada da Austrália        | 3                      | 260               |
| Reino Unido    | Igreja Presbiteriana Reformada da Escócia          | 5                      | 250               |
| Global         | Aliança Global Presbiteriana Reformada             | 156                    | 10.156            |

## Outras organizações intereclesiásticas reformadas
A Igreja Presbiteriana Reformada da Irlanda e Igreja Presbiteriana Reformada da América do Norte também são membros da Conferência Internacional das Igrejas Reformadas. A última, é ainda membros do Conselho Norte Americano Presbiteriano e Reformado